# Пол Барас
Пол Франсоа Барас на френски: Paul François Jean Nicolas (1755 – 1829) е френски аристократ и политик, депутат в Конвента, а по-късно член на Директорията.
Произхожда от благородническо семейство от Прованс. На 16 години постъпва на военна служба в полка на Лангдок и е изпратен в Индия през 1776 г. Участва в защитата на френската колония Пондичери по време на Англо-френската война (1778 – 1783), но британците надделяват и завземат града през октомври 1778, при което той попада в плен. Освободен е и се връща във Франция, след което взема участие във втора експедиция към Индия през 1782 – 1783. След това се уволнява от армията и се отдава на разгулен живот. При избухването на Френската революция от 1789 е привърженик на демократичната кауза и става един от администраторите на департамента Вар. През 1792 е член на висшия съд в Орлеанс, а по-късно същата година е изпратен като комисар към френската армия в Италия. Избран е в Конвента като представител на департамента Вар. През януари 1793 гласува за смъртно наказание на крал Луи XVI. По време на честите си мисии в югоизточната част на Франция във връзка с роялистките бунтове при обсадата на Тулон се запознава с Наполеон Бонапарт.
През 1794 Барас е един от организаторите на Термидорианския преврат срещу привържениците на Робеспиер и якобинския терор и след успеха на преврата се превръща в един от водещите политически дейци. На следващата година, когато Конвентът е застрашен от недоволните граждани на Париж, подкрепени от Националната гвардия, Барас е избран да ръководи мерките по защитата на законодателите. Той привлича за целта Наполеон, който взема енергични мерки и на 13 вандемиер (5 октомври 1795) разпръсква нападателите с артилерия. Спасяването на Конвента носи слава на Наполеон и укрепва доверието към термидорианците. Скоро Барас става един от петимата членове на Директорията. В неговия приятелски кръг Наполеон среща Жозефина Боарне и през март 1796 г. двамата сключват брак, на който Барас е един от свидетелите. С помощта на Барас Наполеон получава назначение като главнокомандващ на френската армия в Италия и се отправя в своята първа италианска кампания. Неговите успехи на бойното поле донасят необходимата вътрешна стабилност, така необходима на Директорията. Когато през лятото на 1797 отново се засилват роялистките настроения, Бонапарт изпраща на помощ войска начело с генерал Ожеро, който извършва преврата от 18 фруктидор. Директорията е спасена, но моралният ѝ авторитет е увреден. С помощта на военните тя превръща управлението си в диктатура, а Съвета на старейшините и Съвета на петстотинте в прости оръдия, гласуващи по команда.
Някои от директорите, особено абат Сийес, виждат нуждата от промяна и Наполеон се притича на помощ. Извършеният от него преврат от 18 брюмер (9 – 10 ноември) 1799 обаче надминава всички очаквания, тъй като никой не е подозирал неговата амбиция и сила. След установяването на консулат политическата кариера на Барас приключва, но той прекарва останалите си години в охолство, тъй като е натрупал солидно богатство. Той остава в спомените на съвременниците с неморалното си поведение, което допринася за падането на Директорията и с нея на републиканското управление. Макар че след реставрацията на Бурбоните той изповядва роялизъм, не се ползва с доверие.
Умира на 29 януари 1829.